# ایان برانفوت
ایان برانفوت (انگلیسی: Ian Branfoot؛ زادهٔ ۲۶ ژانویهٔ ۱۹۴۷) بازیکن فوتبال اهل بریتانیا است.
از باشگاه‌هایی که در آن بازی کرده‌است می‌توان به باشگاه فوتبال شفیلد ونزدی، باشگاه فوتبال لینکولن سیتی، و باشگاه فوتبال دونکستر راورز اشاره کرد.